# Troglodytes troglodytes fridariensis
Troglodytes troglodytes fridariensis  (лат.) — подвид крапивника семейства крапивниковых (Troglodytidae), обитающий на острове Фэр-Айл в составе Шетландских островов.
Данный подвид впервые был описан Кеннетом Уильямсоном в 1951 году.

## Описание
Данный подвид темнее и больше, чем основная форма крапивника, хотя и не такой тёмный как другой островной подвид, Troglodytes troglodytes zetlandicus.

## Охранный статус
Так как остров Фэр-Айл достаточно мал, площадью всего 7.68 км², популяция данного подвида совсем небольшая, колеблется от 10 до 50 пар, которые в основном гнездятся на пляжных валунах.